# One (kênh truyền hình Đông Nam Á)
One TV Asia (Còn được gọi là Sony ONE hay đơn giản là Sony ONE) là một kênh truyền hình cáp và vệ tinh trả tiền sở hữu bởi Sony Pictures Entertainment, một công ty của Sony Pictures Television. Kênh được phát sóng tại Malaysia, Singapore, Brunei và Indonesia và dự kiến phát sóng tại Ấn Độ trong năm nay. Buổi phát sóng đầu tiên diễn ra vào lúc 21:00 SST (20:00 WIB) ngày 1 tháng 10 năm 2010. ONE phát sóng 24 giờ mỗi ngày gồm các chương trình giải trí tiếng Hàn, các chương trình ca nhạc được cung cấp Bởi Seoul Broadcasting System (SBS) chính thức ra đời với KC Global Media vào tháng 18 Mărch 2020.

## Ngôn ngữ và phụ đề
| Quốc gia  | Ngôn ngữ                             | Phụ đề              | Trả tiền                               |
| --------- | ------------------------------------ | ------------------- | -------------------------------------- |
| Indonesia | Hàn                                  | Anh                 | Indovision, TelkomVision và Groovia TV |
| Malaysia  | Hàn, Malay, Quảng Đông và Trung      | Anh, Malay và Trung | Astro                                  |
| Brunei    | Hàn, Malay, Quảng Đông và Trung      | Anh, Malay và Trung | Kristal-Astro                          |
| Singapore | Hàn, Anh, Malay, Trung và Quảng Đông | Anh, Malay và Trung | StarHub TV và Singtel TV               |

## Thời gian phát sóng
- 19:00
  - Giờ Tây Indonesia (WIB) (Jakarta)
- UTC+08:00|20:00
  - Giờ chuẩn Malaysia (SST) (Kuala Lumpur)
  - Giờ chuẩn Singapore (SST) (Singapore)